# Закон за защита от дискриминация
Законът за защита от дискриминация (ЗЗДискр) е български закон, изработен през 2003 г. и влязъл в сила на 1 януари 2004 г. в изпълнение на поетите от Република България международни ангажименти за законодателна забрана на дискриминацията по различни признаци и изграждането на национален механизъм за превенция на и защита от дискриминация.
Сред целите на закона е и да бъдат транспонирани в националната правна система стандартите на редица антидискриминационни директиви на Съвета на Европейския съюз, сред които Директива 2000/43/ЕС (Расовата директива), Директива 2000/78/ЕС (Рамковата директива), Директива 2002/73/ЕС (Директива за принципа на равно третиране на мъжете и жените) и Директива 2010/41/ЕC на Европейския парламент и на Съвета (Директива за прилагане на принципа на равно третиране на мъжете и жените, които извършват дейности в качеството на самостоятелно заети лица).
ЗЗДискр установява специализиран орган за прилагането му – Комисията на защита от дискриминация (КЗД), като паралелно предвижда и специална триинстанционна искова защита от гражданските съдилища.

## Структура и разпоредби

### Забраната и определенията за дискриминация. Защитени признаци.
Чл. 4, ал. 1 от ЗЗДискр. транспонира предвидената в общностното право и антидискриминационните конвенции на ООН забрана за всякаква дискриминация, като изрежда защитените признаци:
Забранена е всяка пряка или непряка дискриминация, основана на пол, раса, народност, етническа принадлежност, човешки геном, гражданство, произход, религия или вяра, образование, убеждения, политическа принадлежност, лично или обществено положение, увреждане, възраст, сексуална ориентация, семейно положение, имуществено състояние или на всякакви други признаци, установени в закон или в международен договор, по който Република България е страна. — Чл. 4, ал. 1 от ЗЗДискр.

#### Основни форми на дискриминация

##### Пряка дискриминация
Чл. 4, ал. 2 от ЗЗДискр. въвежда определение за понятието пряка дискриминация:
Пряка дискриминация е всяко по-неблагоприятно третиране на лице на основата на признаците по ал. 1, отколкото се третира, било е третирано или би било третирано друго лице при сравними сходни обстоятелства. — Чл. 4, ал. 2 от ЗЗДискр.
С това определение Законът дефинира дискриминацията като „всяко по-неблагоприятно третиране на [физическо или юридическо] лице на основата на [защитените признаци]“. Като „по-неблагоприятно третиране“ законодателят определя „всеки акт, действие или бездействие, което пряко или непряко засяга права или законни интереси“ (§1, т. 7 от Допълнителните разпоредби на ЗЗДискр.).
Законовата формулировка не изисква защитеният признак да бъде доказан като единствена причина за спорното третиране, но изисква той е предполагаема причинна връзка с него (вж. Прехвърляне на доказателствената тежест).

##### Непряка дискриминация
Чл. 4, ал. 3 от ЗЗДискр. въвежда определение за понятието непряка дискриминация:
Непряка дискриминация е поставяне на лице на основата на признаците по ал. 1 в по-неблагоприятно положение в сравнение с други лица чрез привидно неутрална разпоредба, критерий или практика, освен ако тази разпоредба, критерий или практика е обективно оправдан/а с оглед на законова цел и средствата за постигане на целта са подходящи и необходими. — Чл. 4, ал. 3 от ЗЗДискр.
Както гражданските съдилища, така и ВАС и АС-СГ имат неразвита и порочна практика по института на непряката дискриминация.

#### Други форми на дискриминация
Чл. 5 от ЗЗДискр. допълва понятието за дискриминация с няколко специфични нейни форми:
Тормозът на основа на признаците по чл. 4, ал. 1, сексуалният тормоз, подбуждането към дискриминация, преследването и расовата сегрегация, както и изграждането и поддържането на архитектурна среда, която затруднява достъпа на лица с увреждания до публични места, се смятат за дискриминация. — Чл. 5 от ЗЗДискр.
Тормоз
§1, т. 1 от Допълнителните разпоредби на ЗЗДискр. определя института на тормоза като „всяко нежелано поведение на основата на [защитените признаци], изразено физически, словесно или по друг начин, което има за цел или резултат накърняване достойнството на лицето и създаване на враждебна, принизяваща, унизителна, обидна или застрашителна среда.“
Противно на практиката на някои съдилища, законът не изисква целта и резултата от спорното третиране да са довели накърняване на достойнството на лицето и създаването на нетърпима среда, а изисква цел или резултат, т.е. достатъчно е наличието само на едното.
Сексуален тормоз
§1, т. 2 от Допълнителните разпоредби на ЗЗДискр. определя сексуалния тормоз като „всяко нежелано поведение от сексуално естество, изразено физически, словесно или по друг начин, с което се накърняват достойнството и честта и се създава враждебна, принизяваща, обидна, унизителна или застрашителна среда и, в частност, когато отказът да се приеме подобно поведение или принудата към него може да повлияе на вземането на решения, засягащи лицето“.
Преследване
§1, т. 3 от Допълнителните разпоредби на ЗЗДискр. определя преследването като:
- а) по-неблагоприятно третиране на лице, което е предприело или се предполага, че е предприело или ще предприеме действие за защита от дискриминация;

- б) по-неблагоприятно третиране на лице, когато свързано с него лице е предприело или се предполага, че е предприело или ще предприеме действия за защита от дискриминация;

- в) по-неблагоприятно третиране на лице, отказало да дискриминира.

Подбуждане към дискриминация
§1, т. 5 от Допълнителните разпоредби на ЗЗДискр. определя подбуждането към дискриминация като „пряко и умишлено насърчаване, даване на указание, оказване на натиск или склоняване към извършване на дискриминация“.
Расова сегрегация
§1, т. 6 от Допълнителните разпоредби на ЗЗДискр. определя расовата сегрегация като „издаването на акт, извършването на действие или бездействие, което води до принудително разделяне, обособяване или отделяне на лице на основата на неговата раса, етническа принадлежност или цвят на кожата“.
Архитектурна среда, недостъпна за лица с увреждания
Чл. 5 и чл. 16 от ЗЗДискр. обезпечават разумното пригаждане на архитектурната среда за хора с увреждания. Целта на тази разпоредба е да неутрализира социалното изключване на тези хора и да им предостави достъп до социума и необходимите им услуги. Транспонираното във вътрешното законодателство на България съображение на европейския законодател е, че значителен принос за неспособността (инвалидността) на хората с увреждания има не само тяхното състояние, но и начинът, по който обществото е устроило инфраструктурата си без да я съобразява с нуждите на хората в неравностойно физическо положение.